# Самарин, Николай Александрович
Никола́й Алекса́ндрович Сама́рин (4 декабря 1924, Нижний Тагил, Тагильский округ, Уральская область — 11 января 1998, Екатеринбург) — советский футболист, выступавший на позиции полузащитника, а также футбольный тренер. Мастер спорта СССР (1951), Заслуженный тренер РСФСР (1974).

## Карьера

### Клубная
Начинал карьеру в футбольном клубе «Локомотив» (Нижний Тагил). Выступал также в московском «Локомотиве», в ОДО (Свердловск), «Дзержинце» (Челябинск), «Шахтёре» (Сталино), «Зените» (Ленинград), «Трудовых резервах» (Ленинград).
В чемпионатах СССР отыграл 164 матча, забил 3 гола.
Лучшие свои сезоны провел за ленинградский «Зенит». В команду он пришёл в 1953-м году и практически сразу стал основным игроком. За 4 года в «Зените» пропустил всего один (!) календарный матч из-за дисквалификации. Не обладал выдающейся техникой и скоростью, но зато очень надежно действовал на своей позиции, был прекрасным персональщиком. Обладал весьма неплохим ударом с обеих ног, правда, забивал редко. В первом же сезоне стал одним из лидеров команды. В конце 1953 года стал капитаном команды, коим оставался практически до конца своей карьеры в Зените. В конце 1956 года тогдашний главный тренер ленинградцев Алов взял курс на омоложение «Зенита», и Самарин в числе прочих заслуженных ветеранов покинул команду.

### Тренерская
Тренировал такие футбольные клубы, как «Локомотив» (Челябинск), «Алга», «Уралмаш», «Луч» (Владивосток), «Звезда» (Пермь), СКА (Ростов-на-Дону), СКА «Карпаты», «Галичина» (Дрогобыч). Тренировал сборную РСФСР.
В 1971 году вместе с пермской «Звездой» поднялся из 2-й в 1-ю лигу, за что позже был удостоен звания «заслуженный тренер РСФСР».
Среди его наиболее известных воспитанников — Александр Маркин, Курбан Бердыев, Сергей Андреев.
Скончался 11 января 1998 года. Похоронен на Широкореченском кладбище Екатеринбурга.

## Награды
- Мастер спорта СССР: 1970
- Заслуженный тренер РСФСР: 1974
- Бронзовый призёр чемпионата СССР: 1951